# エステラーゼ
エステラーゼ（Esterase）は、エステルを水との化学反応で酸とアルコールに分解する加水分解酵素である。
基質特異性やタンパク質構造、生理学的機能に応じて、広い範囲の様々なエステラーゼが存在する。

## EC分類
- アセチルエステラーゼ(EC 3.1.1.6):アセチル基を分解
  - コリンエステラーゼ
    - アセチルコリンエステラーゼ:神経伝達物質アセチルコリンを不活化
    - シュードコリンエステラーゼ:基質特異性が広く、血清や肝臓に存在

  - ペクチンエステラーゼ(EC 3.1.1.11):フルーツジュースの清澄化
- EC 3.1.2:チオールエステラーゼ
  - チオエステラーゼ
    - ユビキチンC末端ヒドロラーゼL1
- EC 3.1.3:リン酸モノエステラーゼ
  - ホスファターゼ(EC 3.1.3.x):リン酸モノエステルをリン酸イオンとアルコールに加水分解
    - アルカリホスファターゼ:核酸、タンパク質、アルカロイド等の様々な分子からリン酸基を除去
    - ホスホジエステラーゼ:セカンドメッセンジャーcAMPの不活化
      - 5型cGMPホスホジエステラーゼ:シルデナフィルを阻害

  - フルクトースビスホスファターゼ(EC 3.1.3.11):糖新生においてフルクトース-1,6-ビスリン酸をフルクトース-6-リン酸に変換
- EC 3.1.4:ホスホジエステラーゼ
- EC 3.1.5:トリホスホモノエステラーゼ
- EC 3.1.6:スルファターゼ
- EC 3.1.7:ジホスホモノエステラーゼ
- EC 3.1.8:ホスホトリエステラーゼ
- エキソヌクレアーゼ（デオキシリボヌクレアーゼとリボヌクレアーゼ）
  - EC 3.1.11:エキソデオキシリボヌクレアーゼ:5′-ホスホモノエステル産生
  - EC 3.1.13:エキソリボヌクレアーゼ:5′-ホスホモノエステル産生
  - EC 3.1.14:エキソリボヌクレアーゼ:3′-ホスホモノエステル産生
  - EC 3.1.15:エキソヌクレアーゼ:リボ-にもデオキシ-にも作用
- エンドヌクレアーゼ（デオキシリボヌクレアーゼとリボヌクレアーゼ）
  - エンドデオキシリボヌクレアーゼ
  - エンドリボヌクレアーゼ
  - エンドヌクレアーゼ:リボ-にもデオキシ-にも作用